# Hiroshi Morita
Hiroshi Morita (森田 浩史 Morita Hiroshi?, nacido el 18 de mayo de 1978 en Kumamoto) es un exfutbolista japonés. Jugaba de delantero y su último club fue el V-Varen Nagasaki de Japón.

## Trayectoria

### Clubes
| Club             | País      | Año         |
| ---------------- | --------- | ----------- |
| Sagan Tosu       | Japón     | 2001 - 2002 |
| Albirex Niigata  | Japón     | 2003 - 2004 |
| Omiya Ardija     | Japón     | 2004 - 2008 |
| Ventforet Kofu   | Japón     | 2009        |
| Chonburi FC      | Tailandia | 2010        |
| Port FC          | Tailandia | 2010        |
| V-Varen Nagasaki | Japón     | 2010        |

## Palmarés

### Títulos nacionales
| Título    | Club            | País  | Año  |
| --------- | --------------- | ----- | ---- |
| J2 League | Albirex Niigata | Japón | 2003 |